# Zonosaurus aeneus
Espèce
Synonymes
- Gerrhosaurus aeneus Grandidier, 1872

Statut de conservation UICN

 LC  : Préoccupation mineure
Zonosaurus aeneus est une espèce de sauriens de la famille des Gerrhosauridae.

## Répartition
Cette espèce est endémique du l'Est de Madagascar.

## Description
Cette espèce est ovipare. Elle mesure jusqu'à 20 cm de longueur totale.

## Étymologie
Le nom spécifique aeneus vient du latin aeneus, de cuivre, de bronze, d'airain, en référence à la couleur de ce saurien.

## Publication originale
- Grandidier, 1872 : Descriptions de quelques Reptiles nouveaux découverts à Madagascar en 1870. Annales des sciences naturelles-zoologie et biologie animale, ser. 5, vol. 15, n. 22, p. 6-11 (texte intégral).